# 岡俊直
岡 俊直（おか としなお）は江戸時代中期の神職。備前国岡山酒折宮（岡山神社）神主、岡山藩神職惣頭。藩士等を集めて社中を形成し、香川宣阿に和歌、里村昌億に連歌を学んだ。

## 経歴
延宝6年（1678年）生まれ。元禄12年（1699年）12月27日父岡隆恭が死去し、元禄14年（1701年）12月28日神籤により酒折宮神主に選ばれた。元禄15年（1702年）3月上京して、4月1日神道裁許状を受領し、神祇管領長上吉田兼敬に十八神道行法、日本武尊の尊影・縁記を受け、中臣祓の講義を聴講し、5月帰郷した。
宝永元年（1704年）10月出雲国杵築大社（出雲大社）に参詣した。宝永4年（1707年）6月上京し、兼敬に宗源神道の行法を受けた。正徳6年（1716年）2月上京して兼敬に太護摩の行法を受け、閏2月2日香川宣阿70歳の賀会に出席した。
享保5年（1720年）6月9日神職大頭となった。享保7年（1722年）7月上京し、8月9日兼連により正六位下越後守に叙され、社務号を賜った。享保10年（1725年）4月11日上京して兼敬に稲荷神社の神階を受け、伊勢大神宮・熱田明神に参詣した。
享保11年（1726年）4月21日岡山城で伊木忠興を通じて神職惣頭（備前国中并備中領内神職惣司役）を命じられ、神道請制度の元締として鴨方藩を含めた領内神職の身分を管理した。享保12年（1727年）7月池田継政により境内に山王権現を勧請し、9月16日正遷宮を行った。
享保18年（1733年）2月吉田兼雄の従三位叙任祝いのため上京した。享保20年（1735年）浜村に土地を借り、元文元年（1736年）神道学問所東陽軒を設立した。
元文4年（1739年）8月歩行困難のため引退を申請し、吉備津彦神社大守肥後守に惣頭職、子岡為直に神主職を譲った。9月26日死去し、28日半田山（岡山市岡山理科大学附属高等学校裏）に葬られた。諡号は東陽軒文整翁。延享元年（1744年）12月為直の一条兼香・道香との対面が実現した際、吉田兼雄の宗源宣旨により俊直に奥神号が贈られた。

## 著書
- 『岡山神社日記』 - 宝永3年（1706年）から明和7年（1770年）までの記録[2]。為直・治直によって書き継がれた[17]。岡山大学池田家文庫所蔵[18]。
- 『花鳥遊草』 - 紀行。京都の鈴鹿家、舟橋家、風早家等に献上し、武者小路実陰から褒賞を受けた[19]。寛延4年（1751年）業合賢豊写本が岡山大学業合文庫、大平経忠写本が正宗文庫所蔵[20]。
- 『稲荷大明神正遷宮和歌』 - 京都の公家に献上した[19]。
- 『山王社記』 - 享保12年（1727年）10月15日藩命により記し、山王宮に奉納した[21]。
- 「道中日記」 - 享保18年（1733年）閏2月から4月まで上京した時の日記。『岡山神社日記』同年4月11日条収録[6]。往路須磨寺・大坂を観光し[12]、京都で香川宣阿の月並歌会、里村昌迪の連歌会に参加し[22]、復路有馬に立ち寄っている[12]。

『佐陀大社奉納神始言吹草』に和歌が3首入選する。

## 社中
岡山の藩士や神官等を集めて社中を形成した。和歌では京都の香川宣阿、享保20年（1735年）の没後は姉小路実紀を師と仰ぎ、毎月23日に酒折宮で、主に柿本人麻呂忌日の18日に各同人宅で月並歌会を開催した。連歌では京都の里村昌億を師とし、元禄15年（1702年）以降毎月菅原道真忌日の25日に月並連歌会を開催した。詩会・月並謡会や神道・経典・歌書等の講釈も行い、囲碁も嗜んだ。
俊直の死後、活動は衰えた。

### 藩士
- 野村尚房（鴨方藩）
- 桜井兀峰（松尾芭蕉門下）
- 湯浅常山（漢詩人）
- 土肥経平 （番頭）
- 松井河楽 （国学副監）
- 和田省斎 （国学副監）
- 窪田立軒 （儒医）
- 篠岡謙堂 （藩儒）
- 小原如瓶 （藩儒）
- 市浦管窺 （『備陽国誌』編者）
- 田中有隣
- 中尾玄良
- 竹村梅隠
- 南条安節（『熊沢氏墳墓記』著者）
- 熊沢訒斎（安節の子）
- 山根俊純
- 雀部曽湛
- 河内潜窩
- 尾関勝成
- 尾関勝義
- 和田宜近
- 須藤梅員
- 大平経忠（祐筆）
- 大平忠興
- 矢部広次
- 矢部広能（広次の子）
- 矢部広信（広能の弟）
- 矢部唯広
- 郷司正勝
- 郷司勝直（祐筆、正勝の子）
- 山中長宣
- 角南令次
- 竹田秀忍
- 御船季英
- 松村盛好
- 河合知義
- 佐分利知胤
- 佐分利知利（知胤の弟）
- 佐分利興勝
- 鞆木端
- 岡田伊伴
- 飯田正度
- 飯田清信（正度の子？）
- 浅野由長
- 浅野吉氏
- 片山重行
- 門田秀世
- 大森重直
- 渡辺弁
- 渡辺衛
- 大島用春
- 松村恵休
- 能勢頼雄
- 水野義敬（寄合）
- 水野義風（義敬の子、冷泉家門下）
- 向井正昌
- 土方定堅
- 山脇貞尚
- 山脇貞久（貞尚の子？）
- 河野幸通
- 若江直近
- 滝陳寛（湯浅瑠璃の兄）
- 薄田勝興
- 薄田重行
- 本郷重教
- 遠藤常清
- 玉野重唯
- 行田孝明
- 下濃正久
- 石丸明良
- 遠山正寅
- 平松次俊
- 山田定経
- 西村家明
- 谷田加介
- 中野仁大夫
- 山中権十郎
- 柏尾猪兵衛
- 中野源右衛門
- 加藤小十郎
- 加藤恵也
- 石川七兵衛
- 今田閑楽
- 各務豊直
- 小森友之進
- 寺田太郎左衛門
- 機石又次郎
- 孫介治兵衛

### 商人
- 淀屋彦十郎
- 土佐屋六郎兵衛乗益
- 乗康（乗益の子？）
- 袋屋二郎兵衛
- 浜屋与六郎国慶
- 浜屋是雄
- 竹屋弥左衛門

### 僧侶
- 無外滅胡（曹源寺）
- 仁宿終清（清泰院）
- 節峰木雅（三友寺）
- 松夢民雄（養林寺）
- 了悦（西方寺）
- 東山実究

### 神官
- 岡俊直
- 岡為直
- 岡治直
- 岡俊盈
- 岡隆亮
- 岡隆当
- 岡隆熹
- 岡隆置
- 久山信賢
- 延政
- 延庸
- 雲鹿
- 良閑
- 勝行
- 氏久
- 久勝

## 親族
- 父：岡隆恭 - 大守家出身[27]。元禄10年（1697年）8月10日武田勝重の蟄居により、岡家が酒折宮神主に復帰した[28][29]。元禄12年（1699年）12月27日没[3]。
- 母 - 岡義久娘[27]。
- 妻 - 岡氏[27]。
- 男子：岡為直 - 従五位下越後守、国中社方惣司[30]。
- 女子：澄女 - 大賀喜右衛門妻[27]。
- 女子：天留 - 藤井重直妻[27]。
- 男子：岡隆喜 - 岡久勝養子[27]。
- 男子：佐藤親賢[27]